# اسکتاوپا (میسیسیپی)
اسکتاوپا (به انگلیسی: Escatawpa) مکانی در ایالت میسیسیپی کشور ایالات متحده آمریکا است که جمعیت آن در سرشماری سال ۲۰۱۰ میلادی، ۳٬۷۲۲ نفر بوده‌است.